# آرثر رود
آرثر رود هو نقابي نرويجي، ولد في 7 نوفمبر 1905، وتوفي في 29 سبتمبر 1974.

## روابط خارجية
- آرثر رود على موقع أوليمبيديا (الإنجليزية)